# Manuela Hoelterhoff
Manuela Vali Hoelterhoff (Hamburgo, 6 de abril de 1949) es una periodista cultural estadounidense nacida en Alemania, quien fue editora ejecutiva de Muse, la sección de arte y cultura de Bloomberg News hasta 2015. Ganó el Premio Pulitzer de Crítica en 1983.

## Primeros años
Manuela V. Hoelterhoff nació el 6 de abril de 1949 en Hamburgo, Alemania; hija de la letona, Olga Christina Alexandrovna Goertz, natural de Riga, y el alemán, Heinz Alfons Martin Hoelterhoff.
Emigró a los Estados Unidos con sus padres en 1957. Tiene una licenciatura de la Universidad de Hofstra y una maestría del Instituto de Bellas Artes de la Universidad de Nueva York.

## Carrera
Es un comentarista y editora cuyos temas han variado ampliamente en el mundo contemporáneo para incluir ópera y teatro, arte y arquitectura, literatura y viajes, y cómo los animales afectan nuestras vidas. Sus primeros artículos aparecieron en la National Review de William F. Buckley. Siguió un período de veinte años en The Wall Street Journal, donde escribió reseñas y se desempeñó como editora de arte, editora de libros y miembro del consejo editorial. En este período, también fue editora fundadora de la revista SmartMoney y trabajó con Harold Evans en la creación de Conde Nast Traveler.
Ganó el premio Pulitzer de crítica por su trabajo de 1982 con The Wall Street Journal, citando "su amplia crítica sobre las artes y otros temas".
En 1998, Alfred A. Knopf publicó Cinderella & Company: Backstage at the Opera with Cecilia Bartoli, que fue ampliamente reseñada. Fue traducido al francés, alemán y holandés y recibió críticas positivas.
En 2000 fue nombrada becaria Guggenheim para investigar las obsesiones de Hitler con la ópera.
En 2004, Matt Winkler contrató a Hoelterhoff para crear una sección cultural para Bloomberg News, el servicio de noticias financieras de la empresa. Muse publica diariamente sobre todas las artes, desde las artes visuales y escénicas hasta las literarias y culinarias, además de películas, televisión, el mercado del arte, automóviles, dispositivos, el medio ambiente, los viajes y los animales.